# Фильм со мной в главной роли
«Фильм со мной в главной роли» (англ. A Film with Me in It) — ирландский фильм 2008 года, снятый в стиле чёрного юмора режиссёра Йена Фитцгиббона. Сценарий был написан Марком Доэрти.

## Сюжет
Доэрти играет неудавшегося актёра, в доме которого таинственным образом оказывается огромное количество трупов. Вместе со своим другом Пирсом (Дилан Моран) они пытаются разобраться в случившемся, вспоминая все детали прошедшего дня. Но их попытки становятся всё более отчаянными и комичными, так как количество трупов всё увеличивается.

## Место съёмок
Фильм был снят в престижном районе Дублина Dublin 4.

## В ролях
- Марк Доэрти в роли Марка, неудавшегося актёра и главного протагониста фильма.
- Дилан Моран в роли Пирса, начинающего сценариста и лучшего друга Марка.
- Эйми Хюберманн в роли Салли, подруги Марка.
- Кит Аллен в роли домовладельца Джека.
- Эшлинг О'Салливан в роли женщины-полицейского.
- Дэвид О'Доэрти в роли Дэвида, брата Марка, прикованного к инвалидному креслу. В реальной жизни О’Доэрти и Доэрти также являются братьями, несмотря на разницу в фамилиях[1][2].

В небольших ролях также снялись ирландский режиссёр Нил Джордан и актёр Джонатан Рис-Майерс.

## Отзывы
Майкл Двайер из газеты Irish Times дал фильму 4 звезды из 5 и отозвался о нём как «Уитнэйл и я» под редакцией Джо Ортона».

Фильм был номинирован на  IFTA в шести различных категориях, включая лучший фильм, лучший актер (Дилан Моран) и лучший сценарист (Марк Доэрти). Тем не менее призером конкурса оказался фильм «Голод», выигравший в шести категориях из восьми, на которых он был номинирован.
Фильм также выиграл Special Jury Prize на 28-м международном кинофестивале в Стамбуле.

## Сайты
- «Фильм со мной в главной роли» (англ.) на сайте Internet Movie Database